# Русская Чебоксарка
Русская Чебоксарка — село в Новошешминском районе Татарстана. Входит в состав Чебоксарского сельского поселения.

## География
Находится в центральной части Татарстана на расстоянии приблизительно 17 км по прямой на запад от районного центра села Новошешминск у речки Чебоксарка.

## История
Основано в первой половине XVIII века. Упоминалось также как Никольское, Чебоксарка. В 1883 здесь была построена Никольская церковь, в 1873 открылась земская школа.

## Население
Постоянных жителей было: в 1782 — 427 душ мужского пола, в 1859 — 1415, в 1897 — 2695, в 1908 — 2909, в 1920 — 3226, в 1926 — 2661, в 1938 — 594, в 1949 — 442, в 1958 — 600, в 1970 — 696, в 1979 — 471, в 1989 — 229, в 2002 — 232 (русские 89 %), 152 — в 2010.